# Tanya Clarke
Tanya Clarke (Chicago, 2 febbraio 1972) è un'attrice statunitense.

## Biografia
Tanya è nata a Chicago ma è cresciuta a Ottawa, in Canada, e vive a Los Angeles dove quando non è impegnata con il lavoro scolpisce pezzi per la sua serie d'arte chiamato "Liquid Light".
Molti pezzi della sua serie "Liquid Light" sono presenti nelle collezioni personali di Russell Crowe, Susan Sarandon, Seth Rogen, e Alberto di Monaco.

## Carriera
Ha fatto il suo debutto a Broadway in I'm Not Rappaport, diretto da Daniel Sullivan.
I suoi crediti cinematografici includono A Beautiful Mind, Tenderness, Repo Men, The Best Thief in the World e Blackbird. Ha ricevuto una nomination come miglior attrice al Method Fest Independent Film Festival per la sua interpretazione in Delivery Method.
I suoi ruoli televisivi includono Sentieri, CSI: Miami, NCIS: Los Angeles, Glee, Hawaii Five-0, Supernatural.
Nel 2011 viene scelta per interpretare Marla McClaine, sorella di Hayden, nella celebre serie antologica American Horror Story.
Nel 2015 entra a far parte nel cast della serie TV Banshee, nel ruolo di Emily, ex moglie del vice Brock Lotus.
Nel 2019 torna nel cast di American Horror Story: 1984, in occasione del 100º episodio, per interpretare questa volta Lorraine Richter, la compagna dell'antagonista della nona stagione, Mr.Jingles.

## Filmografia parziale

### Cinema
- A Beautiful Mind, regia di Ron Howard (2001)
- The Best Thief in the World, regia di Jacob Kornbluth (2004)
- Delivery Method, regia di Josh Apter (2004)
- Tenderness, regia di John Polson (2009)
- Repo Men, regia di Miguel Sapochnik (2010)
- Blackbird, regia di Jason Buxton (2012)
- Una canzone per mio padre (I Can Only Imagine), regia di Andrew e Jon Erwin (2018)

### Televisione
- Una vita da vivere (One Life to Live) – serial TV, 8 puntate (1997-2001)
- Sentieri (Guiding Light) – serial TV, 8 puntate (1997-2006)
- Così gira il mondo (As the World Turns) – serial TV, 19 puntate (2002-2005)
- CSI: Miami – serie TV, episodio 6x09 (2007)
- Heartland – serie TV, episodio 3x02 (2009)
- NCIS: Los Angeles – serie TV, episodio 1x09 (2009)
- The Defenders – serie TV, episodio 1x18 (2011)
- American Horror Story – serie TV, episodi 1x09-9x06 (2011-2019)
- Glee – serie TV, episodio 3x08 (2011)
- Hawaii Five-0 – serie TV, episodio 2x18 (2012)
- Emily Owens M.D. – serie TV, episodio 1x05 (2012)
- Supernatural – serie TV, episodio 9x06 (2013)
- Banshee – serie TV, 10 episodi (2015)
- Inhumans – serie TV, episodi 1x01-1x03 (2017)
- Locke & Key – serie TV, episodi 2x05-2x06 (2021)
- 9-1-1: Lone Star – serie TV, episodio 3x12 (2022)
- Monster – serie TV, episodio 2x08 (2024)
- Dexter: Original Sin – serie TV, episodio 1x01 (2024)

## Doppiatrici italiane
Nelle versioni in italiano delle opere in cui ha recitato, Tanya Clarke è stata doppiata da:
- Francesca Fiorentini in Supernatural
- Giò Giò Rapattoni in Banshee - La città del male
- Emanuela D'Amico in Grey's Anatomy
- Barbara Berengo Gardin in Major Crimes
- Daniela Abbruzzese in Una canzone per mio padre
- Michela Alborghetti in Dexter: Original Sin

Come doppiatrice, è stato sostituita da:
- Lorella De Luca in Dead Space (remake)